# 이한영 (대한제국)
이한영(李漢英)은 대한제국기의 군인이다. 군부협판을 역임하였다.

## 생애
이한영은 1880년 무과에 급제하여, 관직생활을 시작하였다. 1898년 친위연대 제2대대장에 임명되었다. 그는 이후 군부 협판, 한성부판윤, 농상공부협판, 법부협판, 철도원감독, 평리원재판장으로 근무하였다. 1905년 10월 30일 이한영은 정령에서 참장으로 승진하였다. 1905년 11월 6일, 이한영은 참장으로서 군부협판에 임명되었다.

## 여담
- 민비가 군호를 내린 무당인 진령군의 손자사위이다.[4]
- 이근택과 형제의 연을 맺었다.[4]